# 布萊登伯勒鎮區 (北卡羅萊納州布拉登縣)
布萊登伯勒鎮區（英語：Bladenboro Township）是位於美國北卡羅萊納州布拉登縣的一個鎮區。

## 地方資料
布萊登伯勒鎮區的面積為164.90平方千米，皆為陸地。根據2020年美國人口普查的數據，當地共有人口5704人，而人口密度為每平方千米34.59人。